# Кристиана Елизабет фон Холщайн-Зондербург-Францхаген
Кристиана Елизабет фон Холщайн-Зондербург-Францхаген (на немски: Christiane Elisabeth von Schleswig-Holstein-Sonderburg-Franzhagen; * 23 юни 1638, Зондербург (Sønderborg); † 7 юни 1679, Ваймар) от Дом Олденбург, е принцеса от Шлезвиг-Холщайн-Зондербург-Францхаген и чрез женитба херцогиня на Саксония-Ваймар.

## Живот
Тя е втората дъщеря на херцог Йохан Кристиан (Шлезвиг-Холщайн-Зондербург-Францхаген (1607 – 1653) и съпругата му графиня Анна фон Олденбург-Делменхорст (1605 – 1688), дъщеря на граф Антон II фон Олденбург-Делменхорст и Сибила Елизабет фон Брауншвайг-Даненберг, дъщеря на херцог Хайнрих фон Брауншвайг-Люнебург-Даненберг.
Кристиана Елизабет се омъжва на 14 август 1656 г. във Ваймар за херцог Йохан Ернст II фон Саксония-Ваймар (1627 – 1683) от Ерснестнските Ветини, син на херцог Вилхелм от Саксония-Ваймар (1598 – 1662).
Тя умира на 7 юни 1679 г. на 40 години във Ваймар, Германия.

## Деца
Кристиана Елизабет и Йохан Ернст ІІ имат децата:
- Анна Доротея (1657 – 1704), абатеса на Кведлинбург
- Вилхелмина Кристиана (1658 – 1712)

∞ 1684 княз Кристиан Вилхелм фон Шварцбург-Зондерсхаузен (1645 – 1721)
- Елеонора София (1660 – 1687)

∞ 1684 херцог Филип фон Саксония-Мерзебург-Лаухщет (1657 – 1690)
- Вилхелм Ернст (1662 – 1728), херцог на Саксония-Ваймар

∞ 1683 (разв. 1690) принцеса Шарлота Мария фон Саксония-Йена (1669 – 1703)
- Йохан Ернст III (1664 – 1707), херцог на Саксония-Ваймар

∞ 1. 1685 принцеса София Августа фон Анхалт-Цербст (1663 – 1694)
∞ 2. 1694 принцеса Шарлота фон Хесен-Хомбург (1672 – 1738)